# Vittus Andersson
Vittus Andersson (død i 1688) ejede Trossö, øen hvorpå Karlskrona i Blekinge, Sverige, blev bygget. Andersson var dermed øens sidste bonde.
Øen med den beskyttende skærgård og en isfri havn, var et strategisk ideelt sted at bygge en flådehavn. I 1679 besøgte kong Karl XI selv stedet, for at forvisse sig om dets egnethed. Man opdagede dog, at øen var ejet af Vittus Andersson. Bonden var ikke interesseret i at sælge til kongen, og gjorde modstand. Andersson endte med at blive fængslet i en perioden, og jorden blev tvangsindløst.
En mindesten er sat over Vittus Andersson på Nättraby kirkegård, uden for Karlskrona, hvor han blev begravet. Stenen står dog ikke på Anderssons faktiske gravsted.

## Ekstern henvisning
- Vittus – den siste bonden på Trossö (Webside ikke længere tilgængelig) (på svensk)